# Кухарук, Андрей Олегович
Андре́й Оле́гович Кухару́к (укр. Андрій Олегович Кухарук; род. 13 декабря 1995, Тернополь) — украинский футболист, полузащитник тернопольской «Нивы».

## Карьера
Андрей является воспитанником ДЮСШ «Тернополь», его первым тренером был Василий Заторский. В 2011—2013 годах он занимался футболом в севастопольской СДЮШОР-5. Во взрослом футболе Андрей дебютировал в 2012 году: он принимал участие в чемпионате Крыма в составе третьей команды «Севастополя». В 2013 году он провёл 7 игр за второй состав этого клуба. В следующем году полузащитник вернулся в Тернополь, присоединившись к местной «Ниве». Там Андрей провёл 2 сезона, забив 2 гола в 25 матчах первой лиги. Сезон 2016/17 он начал в «Герте» из четвёртого дивизиона Австрии, отыграв за неё 13 встреч. Затем полузащитник вернулся на родину, став игроком «Агробизнеса». За 4 неполных сезона в составе этого клуба Андрей прошёл с ним путь от любительской лиги до первой, выиграв любительский чемпионат Украины и Вторую лигу.
В августе 2020 года он перешёл в «Рух». Дебют Андрея за новую команду состоялся 23 августа в матче украинской премьер-лиги против «Ворсклы»: он вышел в стартовом составе и в перерыве был заменён на Валерия Федорчука. Свой первый гол в высшем дивизионе полузащитник забил 11 апреля 2021 года, поразив ворота «Миная».

## Достижения
«Агробизнес»
- Победитель Второй лиги Украины: 2017/18
- Чемпион Украины среди любительских команд: 2016/17